# Daecheong-myeon
Daecheong-myeon (koreanska: 대청면) är en socken i landskommunen Ongjin-gun i provinsen Incheon i Sydkorea,  200 km väster om huvudstaden Seoul. Den omfattar öarna Daecheongdo och Socheongdo samt intilliggande mindre öar. Daeheong-myeon ligger nära Nordkoreas sydvästra kust.